# 基利梅济 (基洛夫州)
基利梅济（羅馬化：Kilʹmezʹ）是俄罗斯基洛夫州的市级镇、基利梅济区行政中心，位于伏尔加河流域内维亚特卡河支流基利梅济河畔，地处基洛夫州东南部，在州府基洛夫东南方，靠近该州与乌德穆尔特共和国的边界。
该地2021年人口有5,425人；2010年人口5,956；2002年人口6,064；1989年人口6,151。